# Tolmetina
La tolmetina es un medicamento antiinflamatorio no esteroideo derivado del ácido acético indicado para el tratamiento del dolor leve o moderado asociado a la artritis reumatoide—incluyendo la forma juvenil en pacientes menores de 2 años—y la osteoartritis. La tolmetina no ha demostrado ser efectiva en el alivio de los síntomas de la gota. El mecanismo exacto por el cual disminuye el dolor asociado a inflamaciones reumáticas permanece aún evasivo, aunque se piensa que está relacionado con la capacidad del fármaco de inhibir la síntesis de prostaglandinas.

## Efectos adversos
La administración de la tolmetina puede causar la aparición de efectos indeseados, incluyendo diarrea, estreñimiento, aumento o pérdida de peso, dolor de cabeza, depresión, y pitido en los oídos. Como todo antiinflamatorio no esteroideo, la tolmetina puede provocar la aparición de úlceras, hemorragias, o perforaciones en el estómago o el intestino, especialmente en pacientes que han tomado el medicamento por períodos largos de tiempo. Una sobredosis de tolmetina puede causar efectos en el aparato respiratorio, sistema nervioso central y el tracto gastrointestinal que le acompañan pronósticos probables de recuperación.
En octubre de 2020, la Administración de Drogas y Alimentos de los Estados Unidos (FDA) requirió que la etiqueta del medicamento se actualizara para todos los medicamentos antiinflamatorios no esteroides para describir el riesgo de problemas renales en los bebés por nacer que resultan en un nivel bajo de líquido amniótico. Recomiendan evitar los AINE en mujeres embarazadas a las 20 semanas o más tarde del embarazo.

## Farmacología
La tolmetina suele administrarse en dosis de 20-30 mg/kg de peso del paciente cada día, repartidos tres o cuatro veces al día. A esas dosis, la tolmetina tiene un efecto antirreumático similar a la aspirina de 80-100 mg/kg por día, aunque le acompañan menos efectos colaterales, por lo que la tolmetina tiende a ser mejor tolerado que la aspirina. Sin embargo, la aspirina continúa siendo mucho más económica que la tolmetina.

### Mecanismo de acción
Aunque el mecanismo de acción aún no se ha dilucidado, se sabe que la tolmetina es antiinflamatoria sin que se haya podido demostrar que actúe sobre la estimulación pituitaria-adrenal. La tolmetina disminuye las concentraciones plasmáticas de la prostaglandina E, por lo que se piensa que esa acción inhibitoria sobre las prostaglandinas sea la responsable de sus efectos antiinflamatorios.

### Farmacodinámica
En pacientes reumáticos que toman tolmetina, así como en voluntarios sanos, la tolmetina se absorbe rápida y completamente, alcanzando picos en el plasma sanguíneo entre 30 y 60 minutos después de la administración oral. La tolmetina pasa por una eliminación bifásica del plasma sanguíneo, primero una fase rápida dándole una vida media de aproximadamente 2 horas, seguida por una fase más lenta de vida media aproximada de 5 horas. Esencialmente toda la dosis oral administrada es eliminadaen la orina al cabo de 24 horas, bien como metabolito oxidativo e inactivo o como conjugados de la tolmetina.